# Янніс Бутаріс
Янніс Бутаріс (грец. Γιάννης Μπουτάρης; 6 січня 1942 — 9 листопада 2024) — грецький підприємець і політик, мер міста Салоніки у 2011—2019 роках.

## Біографічні відомості
Янніс Бутаріс народився в Салоніках у родині винороба Стеліоса Бутаріса та Фанні Влаху. Навчався в експериментальній школі при Університеті Аристотеля, згодом в Анатолійському коледжі в Салоніках. Вищу освіту здобув в Університеті Аристотеля, за фахом хімік.
Янніс Бутаріс — засновник виноробної компанії KIR-YIANNI, яка базується в Наусі і Аміндео, один із засновників 2009 року політичної партії Драсі (грец. Δράση) та екологічного центру «Актурос».
На місцевих виборах 2010 року Васіліс Папагеоргопулос поступився Яннісу Бутарісу, який балотувався на посаду мера Салонік від правлячої партії ПАСОК. До своїх повноважень Бутаріс приступив 1 січня 2011 року.